# Siphonicytara granulosa
Siphonicytara granulosa är en mossdjursart som beskrevs av Gordon och Jean-Loup d'Hondt 1997. Siphonicytara granulosa ingår i släktet Siphonicytara och familjen Siphonicytaridae. Inga underarter finns listade i Catalogue of Life.